# Macklean (TV-serie)
Macklean är en svensk TV-serie i fyra avsnitt som bygger på reformmakaren Rutger Mackleans levnadsöde. Serien visades i Sveriges Television första gången påsken 1993 i två längre avsnitt. Ragnar Lyth regisserade och skrev manus tillsammans med Per Lysander. Serien utspelar sig i Stockholm och kring Svaneholms slott i Skåne. Vid repriseringen 1999 var serien omklippt till fyra avsnitt.

## Medverkande (ej komplett)
- Henric Holmberg – friherre Rutger Macklean
- Gösta Ekman – kung Gustav III
- Marcus Groth – friherre Gustaf Mauritz Armfelt
- Anette Bjärlestam - Stum-Sara
- Maria Ericson – prinsessan Sofia Albertina
- Gunilla Magnusson – Magdalena Rudenschöld
- Per Eggers – hertig Karl
- Lasse Pöysti – Carl August Ehrensvärd
- Ernst Günther – klockaren Holmström
- Anders Beckman – Gustaf Macklean
- Isidor Torkar – Hallenborg
- Erik Appelgren – brevuppläsare
- Kenneth Milldoff – Per Månsson
- Pär Ericson – General Toll
- Fredrik Dolk – Adolph Ribbing
- Rune Turesson – Lantmäteridirektör
- Måns Westfelt – Polismästare